# Haute-Avesnes
Haute-Avesnes település Franciaországban, Pas-de-Calais megyében. Lakosainak száma 462 fő (2022. január 1.). Haute-Avesnes Frévin-Capelle, Mont-Saint-Éloi, Acq, Agnez-lès-Duisans, Capelle-Fermont, Étrun, Habarcq és Marœuil községekkel határos.

## Népesség
A település népességének változása:
| Lakosok száma | 428  | 441  | 457  | 445  | 440  | 435  | 437  | 465  | 462  |
|               | 2013 | 2015 | 2016 | 2017 | 2018 | 2019 | 2020 | 2021 | 2022 |